# Against the Day
Contraluz (en inglés: Against the Day) es una novela histórica de Thomas Pynchon publicada en 2006. Transcurre entre la Exposición Universal de Chicago de 1893 y la época inmediatamente posterior a la Primera Guerra Mundial. La novela presenta a más de cien personajes repartidos por Estados Unidos, Europa, México, Asia Central y África. Al igual que sus predecesores, Contraluz es la novela más larga escrita por Pynchon hasta la fecha.

## Resumen de la trama
Durante su lanzamiento, la crítica destacó la naturaleza bizantina de la trama. Louis Menand en The New Yorker da una descripción simple:

"[E]sta es la trama: un anarquista llamado Webb Traverse, que emplea la dinamita como arma contra los intereses mineros y ferroviarios del Oeste, es asesinado por dos hombres armados, [...] que fueron contratados por el malvado archiplutócrata Ambiente de Scarsdale. Los hijos de Traverse [...] se dispusieron a vengar el asesinato de su padre. [...] Por supuesto, hay un millón de otras cosas sucediendo en Contra el día, pero el drama de venganza de la familia Traverse es el único que se asemeja a una trama [...] es decir, en la útil definición de Aristóteles, una acción que tiene un principio, un medio y un final. El resto de la novela es informe [...]"

En cuanto a las pausas y episodios confusos de la trama, Menand escribe:

"[E]l texto excede nuestra capacidad de mantener todo en nuestras cabezas, de asimilarlo todo de una vez. Están sucediendo demasiadas cosas entre demasiados personajes en demasiados lugares. [...] Esto [incluidos los cambios de tono en los que Pynchon se burla de varios estilos de la literatura popular] seguramente era parte de la intención, una simulación de la sobrecarga desorientadora de la cultura moderna".

## Recepción
El libro recibió críticas positivas tras su lanzamiento. Si bien el agregador de reseñas Metacritic ya no indexa puntuaciones de libros, en 2007 se informó que la puntuación de Contraluz era de 68 sobre 100, contando 25 reseñas.